# 太字

この英文中、boldfaceは太字

太字（ふとじ）は、書式のひとつであり、文字を構成する線（ストローク）の幅を通常の書式より太くした書体のことを示す。ボールドとも呼ばれる。一般には文字の強調に使用されるほか、数学においては特別な意味を持つ。英語ではBoldと呼び、さらに太い太字をBlackと区別することがある。

## 欧文における太字
欧文においては、太字に装飾する場合は、縦のストロークのみを横方向に広げて太字を現すことが多い。また、タイプライターなど太字専用の活字がない場合は、1回印字した後で少し右にずらして同じ文字を印字することで太字の効果を出すことがある。一般に、太字にした場合文字の幅は広くなる。

## 日本語における太字
- 日本語の場合、太字は縦のストロークと横のストロークの両方に対して太字の加工を行う。

- 明朝体で組まれた文書において、文字の強調を加える場合、太字の明朝体にすると多少見づらくなることから、代わりにゴシック体（さらには太字のゴシック体）に置き換えて表記する事例も多い。

## 数学における太字
解析学や幾何学において、ベクトルであることを表すために記号に太字を使用することがある。この用途では、記号の上に矢印を書いて示すこともある（日本ではこれも多く見られる）。
数学の授業や講演における板書などの手書きでは、太字であることを表現するために、記号に縦線を追加（黒板太字に類似）した書き方をすることがある。

## 朝鮮民主主義人民共和国における太字
朝鮮民主主義人民共和国においては、金日成、金正日と金正恩の名前は必ず太字（フォントによっては文字サイズも一回り大きくなる）で書かれることとなっており、同国の文字コードであるKPS_9566では、最初から太字となった状態で9文字が収録されている。

## コンピュータにおける太字
- フォントでは、太字専用のフォントを別に持って、太字が指定された場合には同一ファミリーの太字のフォントに切り替えることがある。太字専用のフォントを持たない場合には通常のフォントをOSが太字処理を行って表示することがある。
- Unicodeには数学での表現のために太字専用のアルファベット、数字、ギリシャ文字のコードが存在する。
- HTMLで表現する場合は一般にはスタイルシートを用いて表現することがよいとされる。ただし、HTML5においては数学での太字の表現の目的においては、Bタグを用いた表現をすることが規定されている。STRONGタグは強調であり太字の意味ではないが通常は太字で表現されるブラウザが多い。CSSであらわすときはfont-weightでboldあるいは700、800、900を使用する。
- 各種ソフトウェアでは太字にするボタンには「B」の文字を使用することが多い。